# Hurdia
Hurdia — вимерла тварина з типу членистоногих. Жила приблизно 500 млн років тому в кембрійському періоді. За будовою була подібна до аномалокарісів.

## Опис
Hurdia мала довжину приблизно 50-70 см і була одним з найбільших хижаків кембрійського періоду. Її тіло було вкрите міцним захисним панциром і поділено на сегменти. В передній частині тіла були два сегментованих відростки з шипами, а за ними — круглий рот з безліччю зубів.

## Історія знахідки
Вперше скам'янілі залишки Hurdia були виявлені в 1912 р. палеонтологом Чарльзом Уолкоттом в сланцях Берджес, але він вважав, що це різні частини тіла різних викопних організмів, знайдених там же. Лише наприкінці 1990-х канадські біологи з'ясували, що ці рештки належать до одного виду.